# Gotabhaya
Gotabhaya fou rei de Ruhunu (part sud de Sri Lanka), fill i successor de Yalakatissa. Va regnar al segle ii aC restaurant la seva capital a Magama que ja ho havia estat del seu avi Mahanaga.
A Kelaniya hi va deixar un kshatriya (un membre de la casta dels guerrers) anomenat Kelanitissa, per governar la regió. En aquest temps una gran part de la costa propera a Kelaniya fou inundada per la mar i Kelaniya va quedar molt propera al aigua.
A la seva mort el va succeir el seu fill Kakawanatissa